# スティール・アジンFC
スティール・アジンFC（ペルシア語: باشگاه فوتبال استيل آذین、英語: Steel Azin Football Club）は、イランの都市テヘランを本拠地とするプロサッカークラブである。

## 歴史
2007年8月、70年代に活躍した元イラン代表のアリー・パルヴィーンがエクバーターンFCを約75万ドルで買収しスティール・アジンFCと改称した。
オーナーのホセイン・ヘダーヤティーによる豊富な資金力を背景に躍進を続け、2007-08シーズンはアーザーデガーン・リーグ（2部)のプレーオフに進出、2008-09シーズンにはアーザーデガーン・リーグで優勝を果たし1部に昇格した。
2009-10シーズンはアリ・カリミ（アリー・キャリーミー）を始めとする代表級の選手の補強に次々と成功し、トップリーグ1年目で5位という好成績を収めた。しかし、2010-11シーズンにはキャリーミーの退団騒動などがあり、リーグ最下位となり2部に降格した。

## タイトル

### 国内タイトル
- アーザーデガーン・リーグ
  - 2008

### 国際タイトル
なし

## 過去の成績
- 2009-2010: プレミアリーグ 5位
- 2010-2011: プレミアリーグ 18位（降格）

## 歴代所属選手
- エブラーヒーム・ミールザープール 2007-2008
- アリ・カリミ 2009-2011
- フェリードゥーン・ザンディー 2009-2011
- ホセイン・カエビ 2009-2011
- メフディ・マハダヴィキア 2010-2011